# پاتریک گوردون
پاتریک لئوپولد گوردون (به انگلیسی: Patrick Leopold Gordon) (۱۰ آوریل ۱۶۳۵ – ۹ دسامبر ۱۶۹۹) فرمانده نظامی، دیپلمات و نویسنده اسکاتلندی‌تبار در روسیه تزاری بود. او از خانواده‌ای اهل ابردین‌شر که املاکی در اوکلیکریز (Auchleuchries) نزدیک الون، ابردین‌شر داشتند به دنیا آمد. او نخست در کشورهای مشترک‌المنافع لهستان-لیتوانی و امپراتوری سوئد فعالیت کرد و در زمان تزار الکسی یکم به روسیه آمد. زمانی که در سال ۱۶۸۹، حکومت سوفیا آلکسیونا درحال سقوط بود، او با سربازان تحت امرش صمیمانه از پتر حمایت کرد. او تا پایان عمر خود چنان به پتر وفادار ماند که تزار به هنگام سفرش در اروپا، فرماندهی مسکو را به او سپرد. گوردون به پاس خدمات برجسته خود برای سوئد، لهستان و مهم‌تر از آنها روسیه، از درجه‌های پست تا مقام ژنرالی رسید و به یکی از مشاوران اصلی و دوستان بسیار نزدیک پتر کبیر تبدیل شد.